# 多示例学习
在机器学习中， 多示例学习 (MIL) 是由監督式學習演变而来的。相较于输入一系列被单独标注的示例，在多示例学习中，输入的是一系列被标注的“包”，每个“包”都包括许多示例。举一个二元分类的简单的例子，当包中的所有示例都是负例时，这个包会被标注为负包。另一方面，当包中至少含有一个正例时，这个包会被标注为正包。当收到一系列被标注的包时，机器试着去：（1）归纳出一个类别概念以便正确标注个别示例。（2）在归纳之外学习怎样去标注一个包。
就图像分类举一个例子：给出一个图像，我们想要根据图像的画面内容来确定它的目标类别。比如，当图像同时包括了“沙子”和“水”时，图像的目标类别可能是“海滩”。在多示例学习中，图像被描述成一个包：{\displaystyle X=\{X_{1},..,X_{N}\}}, 其中每一个{\displaystyle X_{i}}均是从图像中相应第i个区域中提取出来的特征向量（我们称之为示例），N是图像被分割出的区域（示例）个数。当图像包同时包含“沙子”区域示例和“水”区域示例时，这个包会被标注成正例（“海滩”）。

多示例学习这一名称最初是由Dietterich, Lathrop & Lozano-Pérez (1997)提出来的，但是类似更早的研究，有Keeler, Rumelhart & Leow (1990)的手写数字识别。 最近关于多示例学习的回顾文献包括了Amores (2013)，对于不同的范式，它提供了一个广泛的回顾和比较研究。 还有Foulds & Frank (2010)，对于文献中不同的范式所提出的不同假设，它提供了一个全面的回顾。
运用多示例学习的几个例子：
- 分子活性
- 钙调素结合蛋白结合位点的预测 [1]
- 对于选择性剪接异构体的预测作用 Li, Menon & et al. (2014),Eksi et al. (2013)
- 图像分类Maron & Ratan (1998)
- 文本或文档分类

数不清的研究都在做着促使传统分类技术，诸如支持向量机或是提升方法，适应于多示例学习环境的工作。